# Frederik II van Anhalt
Leopold Frederik Eduard Karel Alexander (Dessau, 19 augustus 1856 - Slot Ballenstedt, 21 april 1918) was van 1904 tot 1918 hertog van Anhalt.
Hij was de tweede zoon van hertog Frederik I en Antoinette van Saksen-Altenburg, dochter van Eduard van Saksen-Altenburg. Bij de dood van zijn oudere broer Leopold Frederik Frans Ernst (1886) werd hij troonopvolger. Hij huwde op 2 juli 1889 Marie van Baden, dochter van Willem van Baden (1829-1897), een zoon van groothertog Leopold. Het huwelijk bleef kinderloos.
Frederik volgde op 24 januari 1904 zijn vader op als hertog. Hij was een populair vorst en, net als George II van Saksen-Meiningen, een groot liefhebber van theater en opera, waarvan de Anhaltse hoofdstad Dessau een bekend centrum was. Hij werd na zijn dood op 21 april 1918 opgevolgd door zijn jongere broer Eduard, die echter al op 13 september van datzelfde jaar stierf. Eduard werd opgevolgd door zijn minderjarige zoon Joachim Ernst, namens wie Frederiks broer Aribert de regering waarnam tot Anhalt in de Novemberrevolutie op 12 november 1918 een republiek werd.
Frederik II was de stichter van het Frederikskruis, een onderscheiding in de Eerste Wereldoorlog.

## Onderscheidingen
| - Huisorde van Albrecht de Beer - Grootmeester op 24 januari 1904 - Grootkruis in 1873 - Huisorde van de Trouw in 1889 - Orde van Berthold de Eerste in 1889 | - Huisridderorde van Sint-Hubertus in Diamanten in 1883 - Grootkruis in de Saksisch-Ernestijnse Huisorde | - Huisorde van de Wendische Kroon met Kroon in "Erz" op 17 april 1877 - Orde van de Rode Adelaar, 1e Klasse - Ereridder in de Koninklijke Pruisische Johannieterorde | - Kruis van Eer der Eerste Klasse in de Vorstelijk Hohenzollernse Huisorde - Grootkruis in de Kroonorde in 1889 |

Buitenlandse orde
| - Grootkruis in de Orde van de Heilige Stefanus in 1908 - Ridder in de Orde van de Olifant op 14 juli 1902 | - Grootkruis in de Orde van de Verlosser - Orde van Osmanie, 1e Klasse - Grootkruis in de Orde van de Ster van Roemenië | - Grootkruis in de Takowo-Orde |